# Olivier Mérijon
Olivier Mérijon est un artiste plasticien français, né le 5 juin 1951 à Versailles.

## Biographie
Olivier Mérijon est né le 5 juin 1951 à Versailles.
Passionné par la peinture dès son enfance, Olivier Mérijon se forme en autodidacte dans divers ateliers et en visitant de nombreuses expositions. À la quête de la lumière dans la peinture, il entreprend de grands voyages dans les années 1970, voyages qui seront autant de sources d'inspiration : Italie, Zaïre, Congo Brazzaville, Afrique du Sud, Côte d'Ivoire, États-Unis (Californie), Malaisie et Tahiti.
À son retour, il devient Sociétaire des salons de peinture du Grand Palais des Champs Élysées et expose aux Salon des artistes français, Salon des indépendants (où il reçoit le prix « Horizon Jeunesse » en 1982), Salon d'automne, Salon du dessin et de la peinture à l'eau et Nationale des Beaux-Arts. Au début des années 1980, il travaille le pastel, l'huile, l'aquarelle et le dessin. Il illustre aussi des livres de bibliophilie et  fait la connaissance du poète Jean Lalou, avec lequel il nouera une profonde amitié. Le souci de rendre la lumière est constant dans son œuvre, dominée par les bleus, jaunes et mauves, qu'il associe intérieurement à des notes de musique. Ses sujets, peinture paysagiste et marine essentiellement, sont de plus en plus dépouillés au fil du temps.
En 1985, Olivier Mérijon quitte momentanément les galeries pour poursuivre de nouvelles recherches. Artiste polyvalent, il explore diverses formes d'expression. C'est à cette époque qu'il rencontre Pierre-Robert Leclercq qui lui dédicacera, une dizaine d'années plus tard, sa biographie de Céleste Mogador et le citera dans son roman L'Arbre. En 1993, il s’associe au compositeur Jean-Baptiste Loussier, pour un travail « peinture-musique », qui durera deux ans. Il rencontre alors  Jean-Claude Brisville et André Bay. 1998 est l’année de ses créations sur ordinateur (peintures numériques) appelées « Amédéos », où dominent les  bleus et oranges, qui le conduisent à sa collaboration avec  les sociétés Matra Marconi Space, EADS Astrium et  Arianespace : il dessine, sur ordinateur, les posters et illustrations pour les décollages de plusieurs vols de la fusée Ariane. C'est durant cette même année que naissent les premières peintures « Whites », confirmant ainsi le pressentiment de Jean-Claude Brisville qui lui avait dit  « Vous allez vers des toiles blanches ».
En 2000, il présente, au Musée de la poste, une exposition intitulée "Idée Croisée: Eppolevne-enveloppE", rétrospective de son cheminement des trois années précédentes, au succès de laquelle participe son ami Jacques Perry.
Depuis la fin des années 1990, O. Mérijon travaille essentiellement le blanc. Dans Le Blanc, dictionnaire des couleurs publié par le CNRS, Annie Mollard-Desfour décrit son travail ainsi : «  White Spirits et les Whites sont les titres donnés par leur auteur, Olivier Mérijon, peintre contemporain, à des séries de toiles blanches qui, dans une multitude de rythmes, de chemins, de lignes, de cassures, de reliefs, de courbes et d'obliques, captent, retiennent ou renvoient la lumière du blanc. »
Son atelier est installé à Versailles, où il donne des cours de peinture, dessin et graphisme. Claude Gaspari photographie régulièrement ses œuvres.

## Expositions
listes non exhaustives

### Expositions collectives
- 1989 : invité d'honneur au 6e salon de Feucherolles[9]
- 1990 : invité d'honneur au 26e salon des peintres de Bougival[10]
- 1990 : Art en Yvelines, Orangerie du Château de Versailles
- 1994 : Exposition, Contrex Art et Formes, Musée des arts décoratifs, Paris
- 2000 : « Amedeos », Versailles
- 2007 : « Laeti et O. Mérijon Peintures », Librairie-galerie d'art « Cassandre », Versailles
- 2010 : « D'un blanc haut en couleur », Abbaye de Léhon[11]

### Expositions individuelles
- 1984 : illustrations pour Le Voyage de mille lieues ou la porte entrouverte de Pomone Maréchal, centre Les Nouvelles, Versailles[12]
- 1984 : pastels et illustrations pour Le Voyage de mille lieues ou la porte entrouverte de Pomone Maréchal, bibliothèque Duhamel, Mantes-la-Jolie
- 1985 : huiles et pastels, Galerie « Art Lésigny », Lésigny
- 1985 : Galerie à l'Art, Montréal, Canada
- 1987 : Un équilibre entre figuration et abstraction : Gallart international, Salle Pleyel, Paris 17e
- 1990 : dessins, aquarelles et pastels, Librairie-galerie d'art « Cassandre », Versailles
- 1994 et 1996 : Miromesnil Fine Art, Paris 8e
- 1997-1998 : Les premiers « Whites Spirits » Le Studio de l'image, Paris 6e
- 2000 : Idée Croisée: Eppolevne-enveloppE, Exposition au Musée de la poste, Paris
- 2000-2001 : « Whites », Galerie Claire de Villaret, Paris 5e
- 2005 : « White », Château des Fougères, Trouville-sur-Mer
- 2008 : « Whites », 14 grands formats, Exposition Incroyable mais blanc, centre culturel L'Écu de France, Viroflay

## Œuvres

### Peinture numérique
- 1999-2000 : posters Arianespace, vols 122, 127, 128 et 137

### Illustration
- 1984 : illustrations de  Pomone Maréchal, Le Voyage de mille lieues ou la porte entrouverte, 1984
- 1992 : lithographies de Guy Noël, Concerto en violet majeur[13]
- 2000 : frontispice de Jean Lalou, Grains d'insomnie[14]
- 2001 : illustrations de poèmes dans Florilège no 105, Association Les Poètes de l'amitié, Dijon

### Écriture
- 2001 : Quatre fauteuils blancs (Nouvelle), dans Florilège no 104, Association Les Poètes de l'amitié, Dijon

### Reliure à décors
- 2002 : Reliure contemporaine : travail sur les whites et collaboration avec Jacqueline Poydenot, pour des reliures à décors blancs exposées Bibliotheca Wittockiana (musée de la reliure à Bruxelles) et à la Bibliothèque historique de la ville de Paris.

### Photographie
- 2006 : Photographies de l'album de chansons françaises de Henri Courseaux, La vie, la vie, la vie[15]
- 2010 : Série intitulée « Est-ce une escale ? »[16]

## Récompenses
- 1980 : Prix de la Jeune Peinture "Noël Quasquara"
- 1982 : Prix "Horizon Jeunesse" Salon des indépendants, Paris